# Посторонние
«Посторонние» (фр. Bande à part), иногда в прокате «Банда аутсайдеров» — драма-нуар Жана-Люка Годара по произведению Долорес Хитченс «Золото дураков» (англ. Fools' Gold), впервые изданному в pulp-журнале. Один из характерных фильмов французской «новой волны». Годар сказал об этом фильме: «Алиса в стране чудес встречает Франца Кафку».

## Сюжет
Одиль знакомится с двумя молодыми людьми, Артуром и Францем, на курсах английского языка. Девушка  рассказывает Францу о куче денег, спрятанной на вилле, где она живёт со своей тётей Викторией и её супругом Штольцем в пригороде Парижа. Франц делится этой информацией с Артуром, и они вместе убеждают Одиль принять участие в ограблении. При этом девушка влюбляется в Артура и грезит о светлом будущем рядом с ним.
Неожиданно в дело вклинивается дядя Артура, который решает присвоить часть денег себе. Молодые люди решают провести ограбление раньше намеченного срока, и, хотя то проходит по плану, чуть позднее Артур и его дядя устраивают перестрелку и убивают друг друга. Франц и Одиль успевают скрыться с небольшой частью награбленного.  Они бегут в Южную Америку и понимают, что любят друг друга.

## В ролях
- Сэми Фрей — Франц
- Клод Брассёр — Артур
- Анна Карина — Одиль
- Луиса Кольпейн — мадам Виктория
- Жан-Люк Годар — рассказчик

## Влияние
В честь фильма «Посторонние» была названа кинокомпания Квентина Тарантино «A Band Apart».